# The Ghost Breaker (1914)
The Ghost Breaker é um filme mudo do gênero drama produzido nos Estados Unidos e lançado em 1914.